# 이리부송초등학교
이리부송초등학교는 대한민국 전북특별자치도 익산시 부송동에 있는 공립 초등학교이다.

## 학교 연혁
- 1993. 04. 03 학교 설립 승인
- 1994. 03. 01 19학급 편성 개교
- 1995. 03. 01 36학급편성, 병설유치원 개원
- 1996. 02. 16 제1회 졸업식
- 1998. 10. 14 도지정 시범학교 공개
- 2003. 03. 01 64학급 편성
- 2006. 03. 01 익산한벌초등학교 분리 개교, 병설유치원3학급 편성
- 2011. 09. 01 제7대 정형순 교장 부임
- 2012. 03. 01 22학급 편성(특수1학급)
- 2012. 03. 01 전라북도교육청 지정 2012 혁신학교 운영
- 2013. 02. 14 제18회 졸업식
- 2013. 03. 01 22학급 편성(특수2학급)
- 2013. 03. 01 전라북도교육청지정 2013 혁신학교 운영
- 2014. 02. 14 제19회 졸업식
- 2014. 03. 01 제8대 이수경 교장 부임
- 2014. 03. 01 22학급편성(특수2학급)
- 2014. 03. 01 전라북도교육청 지정 2014 혁신학교 운영
- 2015. 02. 13 제20회 졸업식
- 2015. 03. 01 전라북도교육청 지정 2015 혁신학교 운영
- 2015. 03. 01 22학급 편성(특수2학급)

## 참고 자료
- 이리부송초등학교 - 한국교육학술정보원 학교알리미